# Andy Greene
Andrew Greene (Trenton, 30 ottobre 1982) è un hockeista su ghiaccio statunitense professionista; gioca nel ruolo di difensore. Dalla stagione 2006-2007 gioca nella National Hockey League facendo parte dell'organizzazione dei New Jersey Devils.